# 芳芯路駅
座標: 北緯31度11分37秒 東経121度33分17秒 / 北緯31.19367度 東経121.55478度
芳芯路駅（ほうしんろえき）は中華人民共和国上海市浦東新区花木街道と北蔡鎮の境界、芳芯路と白楊路の交差点に位置する上海軌道交通18号線の駅である。

## 駅構造

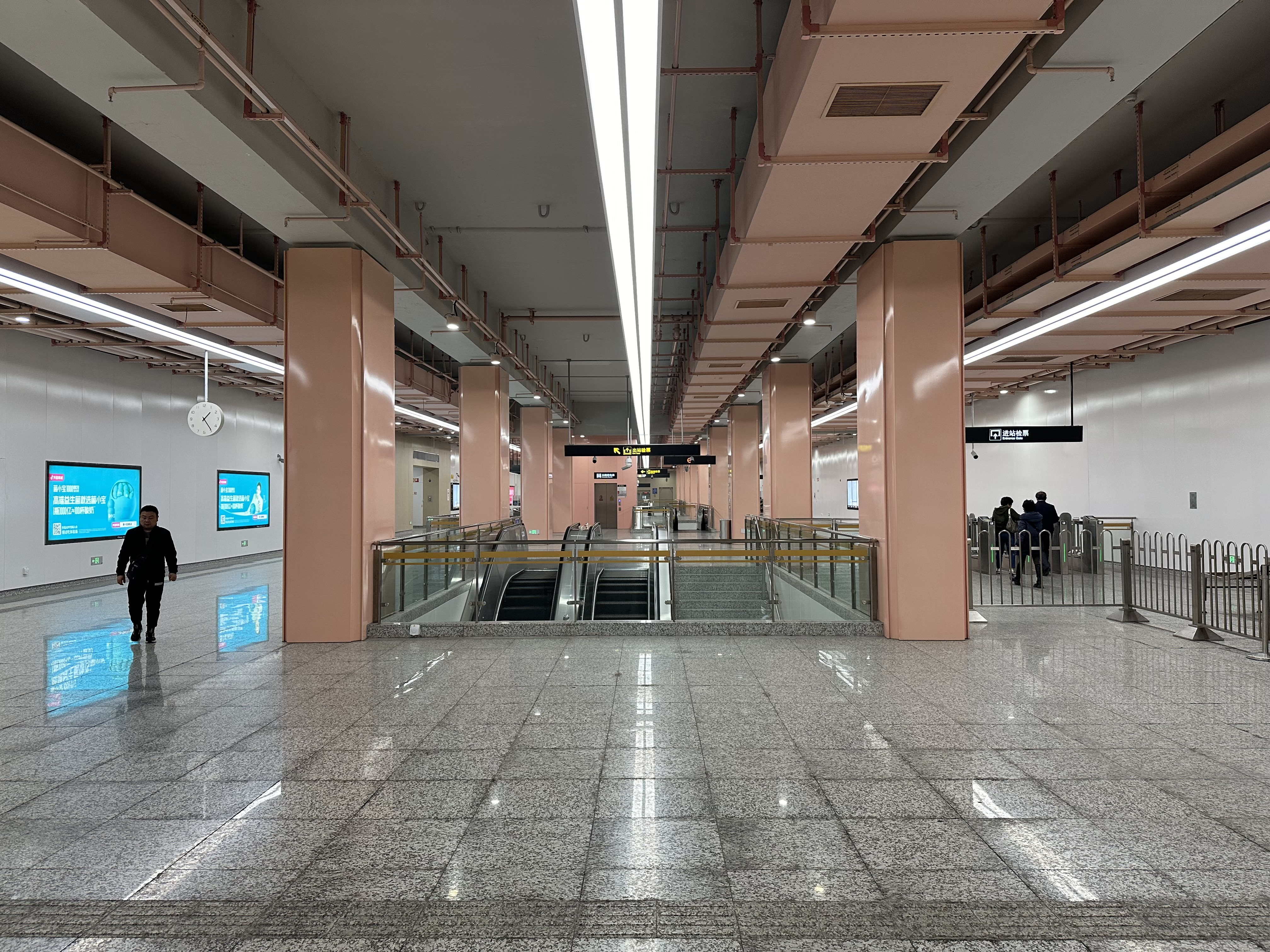
駅コンコース

島式ホーム1面2線の地下駅で、出口は3箇所ある。

## 駅出口
- 1号出口 - 白楊路、芳芯路
- 2号出口 - 白楊路、高科西路
- 3号出口 - 白楊路

## 隣の駅
上海軌道交通
 18号線
龍陽路駅 - 芳芯路駅 - 北中路駅